# Bato (Catanduanes)
Bato è una municipalità di quinta classe delle Filippine, situata nella Provincia di Catanduanes, nella Regione di Bicol.
Bato è formata da 27 baranggay:
- Aroyao Pequeño
- Bagumbayan
- Banawang
- Batalay
- Binanwahan
- Bote
- Buenavista
- Cabugao
- Cagraray
- Carorian
- Guinobatan
- Ilawod (Pob.)
- Libod Poblacion
- Libjo

- Marinawa
- Mintay
- Oguis
- Pananaogan
- San Andres
- San Pedro
- San Roque
- Santa Isabel
- Sibacungan
- Sipi
- Talisay
- Tamburan
- Tilis